# Anti (popolo)

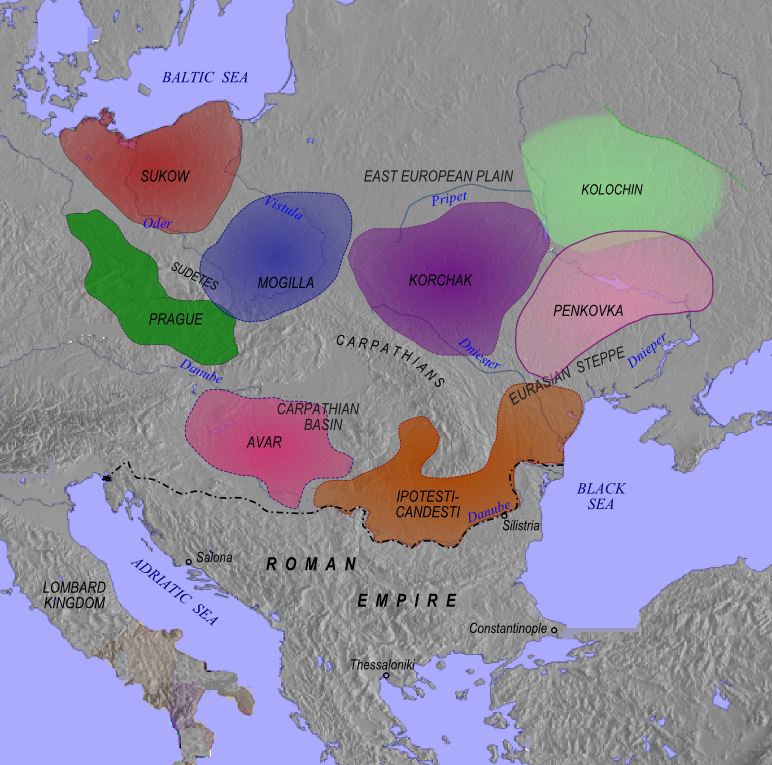
Culture archeologiche degli inizi del VII secolo identificate con i Protoslavi.

Gli Anti sono indicati nei pressi di Olbia sul Mar Nero.

Gli Anti (in greco Ἄνται, Antai, in latino Antes o Antae) erano un'entità tribale protoslava esistita nel VI secolo d.C.. Vivevano lungo il basso corso del Danubio, nelle regioni a nordovest del Mar Nero (odierne Moldavia e Ucraina centrale), e in quelle attorno al fiume Don (nella Russia meridionale). Gli studiosi associano comunemente gli Anti alla cultura di Penkovka.

## Storiografia
Gli studiosi si sono occupati degli Anti dalla fine del XVIII secolo. In base alle evidenze letterarie fornite da Procopio (c. 500–560 d.C.) e Giordane (fl. c. 551), gli Anti, assieme agli Sclaveni e ai Venedi, sono stati a lungo visti come i popoli protoslavi antenati sia delle etnie slave medievali che delle nazioni slave moderne. Di tanto in tanto si sono riscaldati i dibattiti sulle origini e la discendenza degli Anti. Tali tribù sono state viste diversamente come gli antenati dei Vjatiči o dei Rus' (in una prospettiva medievale), e, in termini di popolazioni attuali, degli Ucraini in contrapposizione agli Slavi orientali. Inoltre, gli storici slavi del sud hanno guardato agli Anti come agli avi degli Slavi meridionali.

## Affinità etnolinguistiche
Sebbene gli Anti siano visti come un'unione tribale prevelentemente slava, sono sorte molte altre teorie sulle loro componenti etniche. Hanno richiamato particolare attenzione le origini della loro classe dominante, dando vita a teorie secondo le quali questo ceto nobiliare sarebbe stato etnicamente iranico, gotico, slavo, o un misto di queste etnie. Gran parte della disputa è scaturita dalla povertà delle fonti letterarie: si conosce poco degli Anti all'infuori del loro nome tribale e di una manciata di antroponimi. Lo stesso nome Anti non sembra essere slavo, ed è spesso ritenuto un termine iranico. Omeljan Pritsak, citando Max Vasmer, sostiene che, poiché anta- significa "frontiera, fine" in sanscrito, *ant-ya potrebbe significare "uomo della frontiera" o "ciò che è alla fine"; e nella lingua osseta att'iya significa "l'ultimo, dietro". F.P. Filin e Oleg Trubačijov condividevano quest'opinione. Al contrario, Bohdan Struminskyj considerava l'etimologia di Anti non dimostrata e "irrilevante". Struminskyj analizzò i nomi propri dei capi anti e offrì alternative etimologiche germaniche alle etimologie slave comunemente accettate che aveva proposto per primo Stanisław Rospond.
Sebbene la prima attestazione inequivocabile degli Anti risalga al VI secolo d.C., gli studiosi hanno tentato di collegarli con una tribù indicata come Yancai 奄蔡 (pronunciato in cinese han orientale *ʔɨamB-sɑC, cfr. il latino Abzoae, identificata con gli Aorsi (in greco Αορσιοι)) in una fonte cinese del II secolo d.C. Plinio il Vecchio menziona degli Anti che vivono vicino alle coste del Mar d'Azov, e delle iscrizioni della penisola di Kerč' risalenti al III secolo d.C. comprendono la parola antas. Sulla base della documentazione dei reperti delle tribù "sarmatiche" che abitavano a nord del Ponto Eusino nei primi secoli d.C., dei presunti prestiti iranici nelle lingue slave e dei "prestiti culturali" sarmatici nella cultura di Penkovka, studiosi come Paul Robert Magocsi, Valentin Sedov e John V.A. Fine, Jr. continuano a sostenere le teorie di studiosi di epoca sovietica come Boris Rybakov, secondo le quali gli Anti erano in origine una tribù di frontiera sarmatico-alana, che si slavizzò ma conservò il suo nome. Sedov ipotizza che l'etnonimo si riferisse inizialmente alla popolazione mista slava-scita-sarmatica che viveva tra i fiumi Nistro e Nipro, e successivamente alle tribù slave che si originarono da questa simbiosi slavo-iranica.
Tuttavia, interpretazioni più recenti vedono le entità tribali citate nelle fonti greco-romane come formazioni fluttuanti che erano, prima di tutto, categorizzazioni etiche basate su stereotipi etnografici che su un'accurata conoscenza di prima mano della lingua e della "cultura" dei barbari. Bartłomiej Szymon Szmoniewski sostiene che gli Anti non erano "un'entità ben definita ed etnicamente omogenea" ma piuttosto "una realtà politica altamente complessa". Linguisticamente, prove contemporanee suggeriscono che il protoslavo fosse la lingua franca di un'area che si estendeva dalla Alpi orientali al Mar Nero ed era parlata da genti di diverso profilo etnico, tra i quali Slavi, Romani delle province, tibù germaniche (come i Gepidi e i Longobardi) e popoli turchi (come gli Avari e i Proto-bulgari). Si è anche proposto che gli Sclaveni non si distinguessero dagli altri per la loro lingua e cultura ma per la loro organizzazione militare. Confrontati agli Avari, o ai Goti del VI secolo, gli Sclaveni erano formati da molti gruppi piccoli e disuniti, uno dei quali – gli Anti – sarebbe assurto allo status di foederati per un trattato.

## Storia

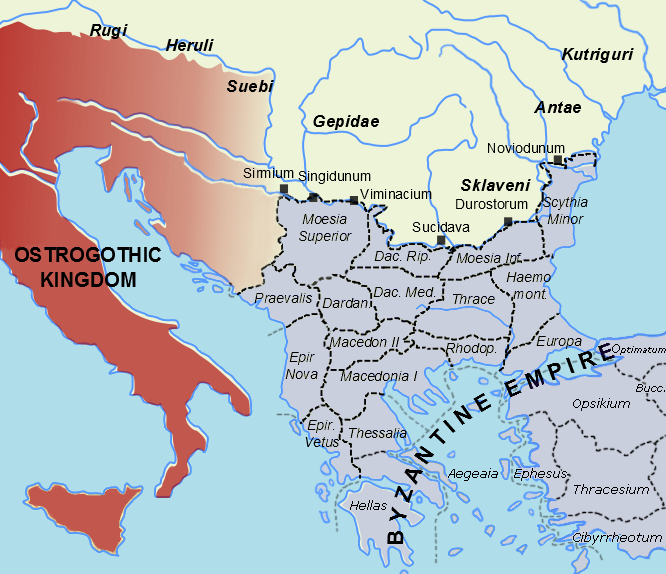
La situazione politica nell'Europa sudorientale circa il 520, dopo il riflusso degli Unni e prima della riconquista bizantina dell'Italia.

### Gli inizi
Secondo gli storici sostenitori di una connessione tra gli Anti e i Sarmati, gli Anti sarebbero stati un sottogruppo degli Alani, che dominavano il Mar Nero e la Ciscaucasia. Nei primi due secoli dell'era cristiana, la sede degli Anti si trovava tra il Prut e il basso Nistro. Nel IV secolo, il loro sentro di potere si spostò verso nord, nell'area del Bug Meridionale. Nel V e VI secolo si stabilirono nella Volinia e quindi lungo il medio corso del Nipro, presso l'attuale città di Kiev. Mentre si muovevano verso nord, dalla steppa più aperta verso quella più boscosa, diedero un'organizzazione alle tribù slave, e il nome Anti iniziò ad essere usato per quest'entità politica mista slavo-alana.
Quali che fossero le esatte origini della tribù, sia Giordane che Procopio sembrano suggerire che nel V secolo gli Anti fossero slavi. Mentre descrive le terre della Scythia, Giordane dichiara che "la numerosa stirpe dei Venedi occupa una grande estensione di terre. Sebbene i loro nomi siano ora dispersi tra diversi clan e luoghi, tuttavia sono ancora chiamati primieramente Sclaveni e Anti." Successivamente, nel descrivere le gesta di Ermanarico, il leggendario re degli Ostrogoti, Giordane scrive che i Venedi "hanno adesso tre nomi: Venedi, Anti e Sclaveni". Infine, descrive una battaglia tra il re degli Anti Boz ed il successore di Ermanarico Vinitario, dopo che questi era stato sottomesso dagli Unni. Dopo un'iniziale vittoria sui Goti, gli Anti persero la seconda battaglia, e Boz fu crocifisso con settanta dei suoi comandanti (Get. 247). Gli studiosi hanno preso tradizionalmente i resoconti di Giordane come prove lampanti che gli Sclaveni e almeno il nucleo degli Anti discendevano dai Venedi, una tribù nota a storici e geografi come Tacito, Tolomeo e Plinio il Vecchio.
Tuttavia, la reputazione dei Getica come un'opera accurata di etnografia è stata messa in dubbio. Walter Goffart, per esempio, sottolinea che i Getica crearono una storia interamente mitica delle origini dei Goti e di altri popoli. Florin Curta si spinge oltre sostenendo che Giordane non avesse alcuna reale conoscenza etnografica della "Scizia", nonostante la pretesa di essere egli stesso un goto nato in Tracia. Saccheggiò pesantemente i lavori di storici precedenti e collegò solo artificialmente gli Sclaveni e gli Anti del VI secolo con i precedenti Venedi, che erano già scomparsi da tempo. Questo anacronismo fu accoppiato con una "strategia narrativa modernizzante" nei passi in cui Giordane racconta nuovamente eventi più antichi – la guerra tra l'ostrogoto Vitimero e gli Alani – come una guerra tra Vinitario e gli Anti suoi contemporanei. In nessun caso fonti del IV secolo citano gli Anti, e gli "Ostrogoti" non si formarono che nel V secolo, nella penisola balcanica.
A parte le influenze degli storici più antichi, lo stile narrativo di Giordane fu modellato dal suo dibattito polemico col suo contemporaneo Procopio. Mentre Giordane collegava gli Sclaveni e gli Anti con gli antichi Venedi, Procopio dichiarava che entrambi erano un tempo chiamati Sporoi.
L'etnonimo degli Anti è stato collegato anche ad Anthaib, il termine con il quale l'Origo gentis Langobardorum, ripresa dallo storico Paolo Diacono (che però ne muta la grafia in Anthab), indica una delle regioni dove si stabilirono i Longobardi a partire dalla fine del II secolo, dopo le guerre marcomanniche. Tale termine potrebbe indicare un'area compresa tra il Danubio e il Tibisco, dove parte degli Anti si sarebbe stabilita nel IV secolo per sfuggire all'espansione degli Unni.

### Posizionamento nel VI secolo

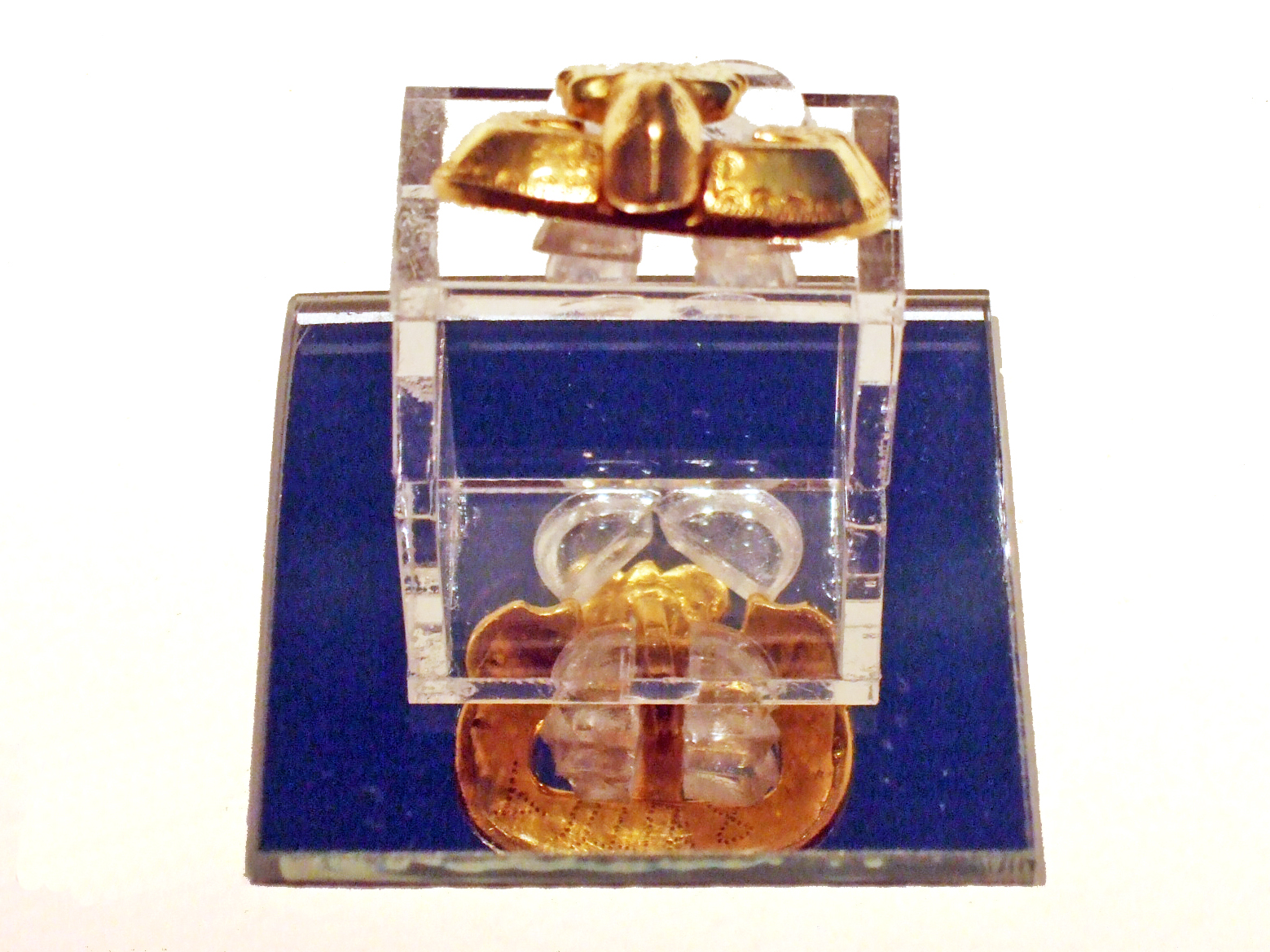
Fibbia d'oro dalla necropoli di Ödenkirche a Keszthely-Fenékpuszta, contea di Zala, Ungheria; sul lato inferiore vi è l'iscrizione greca ANTIKOY, "conquistatore degli Anti".

Giordane e Procopio sono stati visti come fonti inestimabili nel definire con la massima precisione la posizione degli Anti. Giordane (Get. 25) dichiara che risiedevano "sul golfo del Mar Nero" dal Nistro al Nipro. Paul M. Barford si domanda se questo implichi che occupassero la steppa oppure le regioni più a nord, sebbene la maggioranza degli studiosi situi generalmente gli Anti nella steppa boscosa dell'Ucraina occidentale. Al contrario, Procopio li situa solo oltre la sponda settentrionale del Danubio (Storia delle Guerre, V.27.1–2), cioè nell'attuale Valacchia. La contraddizione dimostra che gli Anti si estendevano per una gran parte della Sarmazia, piuttosto che costituire un'entità piccola e remota.

### VI e VII secolo
Il primo contatto tra i Bizantini e gli Anti avvenne nel 518 d.C.. Secondo quando riferisce Procopio, la scorribanda degli Anti sembrò coincidere con la ribellione di Vitaliano, ma fu intercettata e neutralizzata dal magister militum per Thraciam Germano Giustino. Attorno al 530 Germano fu sostituito da Chilbudio, che cadde tre anni più tardi durante una spedizione contro gli Sklavenoi. Sembra che, con la morte di Chilbudio, Giustiniano abbia cambiato la sua politica verso i barbari salvi passando dall'attacco alla difesa, cosa esemplificata dal suo massiccio programma di rinforzo delle guarnigioni lungo il Danubio.
Procopio nota che nel 539-40, gli Sclaveni e gli Anti "divennero ostili l'uno verso l'altro e si scontrarono in battaglia", sobillati probabilmente dalla tradizionale tattica romana del divide et impera. Allo stesso tempo, i Romani d'oriente reclutarono mercenari a cavallo da entrambi i gruppi perché li aiutassero nella guerra contro gli Ostrogoti. Ciononostante, sia Procopio che Giordane riferiscono di numerose scorribande da parte di "Unni", Slavi, Bulgari e Anti negli anni 539–40, riportando che qualcosa come 32 forti e 120 000 prigionieri romani furono catturati. In un momento tra il 533 e il 545 gli Anti invasero la diocesi di Tracia, riducendo in schiavitù molti romani e deportandoli a nord del Danubio nelle proprie terre natie. In verità, in questo decennio turbolento furono condotte molte scorrerie da numerosi gruppi barbarici, tra i quali gli Anti.
Poco tempo dopo, gli Anti divennero foederati dell'impero e ricevettero pagamenti in oro e un forte (chiamato "Turris", termine latino per "torre") in una posizione strategica a nord del Danubio per evitare ulteriori invasioni barbariche nei territori bizantini. Ciò avvenne nell'ambito di un più ampio sistema di alleanze, comprendente i Longobardi e teso ad alleggerire la pressione sul basso Danubio per poter spostare delle forze in Italia. Così, nel 545 soldati anti combatterono in Lucania contro gli Ostrogoti, e negli anni 580 attaccarono degli insediamenti sclaveni per ordine bizantino. Nel 555-556, Dabragezas (di origine anta) guidò la flotta di Bisanzio in Crimea contro le posizioni persiane.
Gli Anti rimasero alleati dei Bizantini fino alla loro dispersione nel primo decennio del VII secolo. Furono spesso coinvolti in conflitti con gli Avari, come la guerra riferita da Menandro Protettore (50, frg 5.3.17–21) negli anni 560. Nel 602, come ritorsione per un attacco bizantino ai propri alleati Sclaveni, gli Avari mandarono il loro generale Apsich a "distruggere la nazione degli Anti."
Sebra che questo attacco avaro abbia messo fine al sistema di potere degli Anti. Da allora essi non compaiono più nelle fonti, fatta eccezione per l'epiteto Anticus nella titolatura imperiale nel 612. Curta ipotizza che l'attacco degli Anti del 602 abbia tolto loro l'indipendenza politica. Tuttavia, basandosi sulla già citata attestazione di Anticus, Georgios Kardaras sostiene piuttosto che la scomparsa degli Anti sia derivata dal collasso generale del Limes danubiano che difendevano, terminando la loro egemonia sul basso Danubio. Altri hanno considerato un remoto legame tra gli Anti e la narrazione della Cronaca degli anni passati, nella quale si menziona l'oppressione dei Dulebi da parte degli Avari, e la tradizione raccolta da al-Mas'udi e da Abraham ben Jacob secondo la quale nei tempi antichi i Walitābā (che alcuni leggono come Walīnānā, identificandoli con i Volinici) erano "i Saqaliba originali, di sangue puro, i più altamente onorati" e dominavano le restanti tribù slave, ma a causa delle "liti interne" la loro "organizzazione originaria fu distrutta" e "il popolo si divise in fazioni, ognuna delle quali retta dal suo proprio re", cosa che implica l'esistenza di una federazione slava che si dissolse dopo l'attacco degli Avari. In ogni caso, poco dopo il collasso del limes danubiano (più specificamente, il ritiro tattico bizantino), compaiono le prime prove di insediamenti slavi nella Bulgaria nordoccidentale.
I reperti del ripostiglio di Pereščepina, risalente agli inizi del VII secolo, possono essere considerati parte del tesoro di un capotribù degli Anti, sebbene la maggior parte dei ricercatori lo consideri invece il tesoro del khan Kubrat, il primo governante della Grande Bulgaria.

## Sviluppi successivi
Si ritiene che dalla federazione degli Anti si siano evolute le seguenti popolazioni:
- Croati, che si diffusero attraverso la Ciscarpazia, la Slesia, l'alto corso della Vistola, la Boemia orientale, il fiume Saale, e la Dalmazia;[61][62]
- Drevljani, tra i fiumi Pryp"jat' e Horyn';[63]
- Dulebi, in Volinia tra i fiumi Vistola, Bug meridionale e Styr;[63]
- Polani, tra Kiev e Rivne;[63]
- Severiani, lungo il basso Desna, l'alto Sejm e il Sula;[63]
- Tiveriani, lungo il fiume Nistro;[64]
- Ulici, tra il Nistro e il Nipro nella zona di steppa boscosa.[64]

## Governanti
- Boz (fl. 376–80), re degli Anti e primo governante slavo conosciuto.
- Dabragezas (fl. 555–56), che condusse la flotta bizantina in Crimea contro gli avamposti persiani.
- Idariz, o Idarisio (fl. 562), padre di Mezamir.
- Mezamir (fl. 562), potente arconte originario del popolo degli Anti
- Kelagast (fl. 562), fratello di Mezamir
- Musokios, or Mužok (fl. 592), monarca degli Anti
- Ardagasto (fl. 584–97), comandante e capo tribale dipendente da Musokios
- Pirogasto

### Annotazioni
1. ↑  Oggi gli Alani sono maggiormente noti come Osseti.
2. ↑  «Il vero scopo della narrazione di Giordane, specialmente per quanto riguarda l'addotta origine scandinava dei Goti, era di mostrare che non c'era posto per i Goti nel territorio romano. Insieme con il suo elenco di altre tribù barbare nella Scizia e attorno alla Dacia, Giordane stava mostrando che la Scizia era sovrappopolata di barbari, e che i Goti sarebbero dovuti appartenere alle gelide lande del nord. Giordane stava soltanto fingendo di avere radici tra i Goti, e la sua opera intende celebrare la distruzione del Regno Gotico da parte dei Bizantini». (Goffart).
3. ↑  «Il termine Spori è un hapax, ma potrebbe essere stato ispirato dalla tribù degli "Spali"» (Curta 1999, FN 36).
4. ↑  «Ad esempio, Giordane dichiara che la Scizia si estende tra il "Tyras" e il "Danaster", nonostante si tratti di due nomi per lo stesso fiume (il Nistro). Procopio riteneva che i monti del Caucaso si estendessero fino all'Illyricum». (Curta 1999, pp. 327-328).

### Riferimenti bibliografici
1. ↑  (EN) The Cambridge Medieval History Series, vol. 1-5, Plantagenet Publishing.
2. ↑  Baran.
3. ↑  Shchukin.
4. ↑  Gimbutas, p. 90.
5. ↑  Sedov 1996, p. 280.
6. ↑  Szmoniewski 2010, passim.
7. ↑  Szmoniewski 2010, p. 62.
8. ↑  Magocsi, p. 36.
9. ↑  Sedov 2012, p. 389.
10. ↑  Pritsak, p. 358.
11. ↑  Sedov 2012, pp. 389-90.
12. 1 2  Sedov 2012, p. 390.
13. ↑  Struminskyj, p. 787.
14. ↑  Struminskyj, pp. 788-96.
15. ↑  Plinio il Vecchio, Naturalis historia, IV p. 365 (versione in inglese).
16. ↑  (EN) Axel Schuessler, Minimal Old Chinese and Later Han Chinese, Honolulu, University of Hawai'i Press, 2009,  p. 348..
17. ↑  (EN) Yu Huan, Weilüe, tradizione della bozza di John E. Hill (2004). Translator's Notes 11.2: «Gli Yăncài, già menzionati nel testo come una nazione a nordovest di Kāngjū (in quel tempo nella regione di Taškent), sono stati a lungo identificati con gli Aorsoi delle fonti occidentali, un popolo nomade dal quale scaturirono poi i ben noti Alani (Pulleyblank [1962: 99, 220; 1968:252])».
18. ↑  (HA)  Hou Han-shu, 118, fol. 16r.
19. 1 2  Szmoniewski 2010, p. 35.
20. ↑  Historia naturalis, VI, 35.
21. ↑  Gimbutas, p. 61.
22. 1 2  Magocsi, pp. 42, 43.
23. ↑  Sedov 1996, p. 281.
24. ↑  Fine, p. 25.
25. ↑  Curta 2009,  pp. 12, 13.
26. ↑  Curta 2004.
27. 1 2  Magocsi, pp. 39, 40.
28. ↑  Getica. 35.
29. ↑  Get. 119.
30. ↑  Curta 1999, pp. 321-26.
31. ↑  Goffart, 2006.
32. ↑  Curta 1999, pp. 330-32.
33. ↑  Heather, pp. 52-55.
Kulikowski, p. 111.
34. ↑  Curta 1999, p. 326.
35. ↑  Procopio, Storia delle guerre, VII.14.29.
36. ↑  Origo gentis Langobardorum, §2.
37. ↑  Paolo Diacono, Historia Langobardorum, I, 13.
38. ↑  Capo, p. 385.
39. ↑  Barford, p. 55.
40. ↑  Magocsi, p. 43.
41. ↑  Curta 1999, p. 327.
42. ↑  Storia delle guerre, VII.40.5–6.
43. ↑  Curta 2001, p. 75.
44. 1 2 3  Curta 2001, p. 78.
45. ↑  Procopio, Storia delle guerre, VII.14.7–10.
46. ↑  Curta 2001, pp. 78-9.
47. ↑  Procopio, Storia delle guerre, VII.14.11.
48. ↑  Kardaras, pp. 74-5.
49. ↑  Curta 2001, pp. 80-1.
50. ↑  Kardaras, p. 74.
51. ↑  Agathias, III 6.9; 7.2; 21.6.
52. ↑  Zivkovic, p. 9.
53. ↑  Teofilatto Simocatta VII.15.12–14.
54. ↑  Curta 2001, p. 105.
55. ↑  Kardaras, p. 85.
56. ↑  (EN) Aḥmad Ibn Faḍlān, Ibn Fadlan and the Land of Darkness: Arab Travellers in the Far North, traduzione di Paul Lunde e Caroline Stone, Penguin, 2012,  pp. 128, 146, 200, ISBN 978-0-14-045507-6..
57. ↑  (EN) Samuel Hazzard Cross e Olgerd P. Sherbowitz-Wetzor (a cura di), The Russian Primary Chronicle. Laurentian Text. (PDF), Cambridge, MA, Mediaeval Academy of America, 1953,  p. 37..
58. ↑  Angelova, pp. 481-82.
59. ↑  (EN) George Vernadsky e Michael Karpovich, A History of Russia: Ancient Russia, Yale University Press; H. Milford, Oxford University Press, 1943,  p. 160..
60. ↑  (EN) PREHISTORIC ART: The Turki, Khazars, Bulgarians, Polovtsy, and Pereshchpina Treasure, su Hermitage Museum. URL consultato il 16 settembre 2021 (archiviato dall'url originale il 27 settembre 2006)..
61. ↑  Sedov 1995, гл. Хорваты, p. 321.
62. ↑  Sedov 1995, p. 501.
63. 1 2 3 4  Magocsi, p. 46.
64. 1 2  Sedov 1995, гл. Восточнославянская этноязыковая общность, p. 363.